# Хаас, Даниель
Даниель Хаас (нем. Daniel Haas; 1 августа 1983, Эрленбах-ам-Майн, ФРГ) — немецкий футболист, игравший на позиции вратаря.

## Карьера
В 1987 году родители привели Даниеля в футбольную команду «Эльсенфельд», где он и занимался до 15 лет, пока им не заинтересовалась академия «Айтрахта». Вскоре он стал игроком юношеской команды, а в 2002 году он стал вратарём второй команды франкфуртцев. После одного сезона он решил сменить команду, так как заиграть в основном составе «Айнтрахта» у него не было шансов.
Так Хаас в 2002 году перешёл во вторую команду «Ганновера», где неплохо себя проявил, сыграв в 48 матчах. Параллельно Даниель был заявлен третьим вратарём за основную команду. Дебют в Бундеслиге состоялся 22 мая 2004 года в выездном матче последнего, тридцать четвёртого тура, в котором «Ганновер» проиграл «Бохуму» со счётом 1:3. После перерыва Даниель заменил в воротах Марка Циглера.
Поскольку Даниель был всего лишь третьим в списке голкиперов, ганноверцы отдали его в аренду «Хоффенхайму», который в 2005 году только набирал обороты, выступая в Регионаллиге Зюд. Хаас смог завоевать там место основного вратаря и в 2007 году подписал с «Хоффенхаймом» полноценный контракт. Дебют за клуб Дитмара Хоппа состоялся 4 апреля 2006 года в выездном матче 20-го тура Регионаллиги против команды «Ян Регенсбург», закончившейся победой гостей со счётом 3:1.
В сезоне 2008/09 «Хоффенхайм» вышел в Бундеслигу, причём Хаас был в той команде основным вратарём. Но через некоторое время после прихода Тимо Хильдебранда зимой 2008 года, уступил ему место в основе.